# Tadeusz Brzozowski
Pour les articles homonymes, voir Brzozowski.
Tadeusz Brzozowski (en français Thaddée Brzozowski), né le 21 octobre 1749 à Königsberg (aujourd'hui Kaliningrad en Russie) et mort le 5 février 1820 à Polotsk (aujourd'hui en Biélorussie), est un prêtre jésuite polonais. Élu 'Supérieur des jésuites en Russie' en 1805, il fut nommé par le pape Supérieur Général de la Compagnie de Jésus lorsque la Compagnie fut universellement rétablie par Pie VII (1814) mais ne fut pas autorisé par le Tsar de Russie à rejoindre son poste à Rome.

## Formation
Né à Königsberg dans une famille d'origine polonaise, Tadeusz Brzozowski entre dans la Compagnie de Jésus en 1765, et étudie la rhétorique, le grec, le français et la littérature à Sloutsk (Biélorussie) de 1767 à 1770 puis la philosophie et les mathématiques à Nieśwież entre 1770 et 1773. À la suite de la suppression de la Compagnie de Jésus en 1773 par Clément XIV, il poursuit ses études de théologie à Vilna où il est ordonné prêtre en 1775.
En 1782, il rejoint Polotsk afin d'être réadmis dans la Compagnie. Linguiste doué (maîtrisant le latin, le français, l'allemand, le russe) il traduit des travaux théologiques en polonais comme le Dictionnaire philosophique de la religion de Claude-Adrien Nonnotte. En 1797, il est nommé secrétaire de la Compagnie et travaille étroitement avec Gabriel Lenkiewicz, vicaire général, et Franciszek Kareu et Gabriel Gruber, supérieurs généraux de la Compagnie en Russie. En leur nom, il entretient une correspondance avec de nombreux ex-jésuites souhaitant rejoindre l'Ordre. Lors de la Congrégation régionale de 1802 il est nommé assistant du supérieur général des Jésuites en Russie, Gabriel Gruber.

## Supérieur Général

### Supérieur général de la Compagnie de Jésus en Russie
À la mort de Gruber, en 1805, la quatrième Congrégation régionale (polonaise) se réunit à Polotsk et élut Tadeusz Brzozowski comme supérieur général de la Compagnie de Jésus en Russie. Le nouveau général adressa immédiatement un message au pape Pie VII le remerciant pour avoir restauré la Compagnie en Sicile.
À cette époque, un courant constant de jeunes hommes affluait en Russie pour rejoindre la compagnie. Entre 1803 et 1805, 103 candidats entrèrent au noviciat de Polotsk, 23 parmi eux devinrent prêtres. Le nombre total de Jésuites était de 333, la plupart engagés dans des activités éducatives (7 collèges pour la seule Russie) mais aussi entamant un travail pastoral en Lettonie et en Lituanie.
Il paraissait clair que la suppression serait finalement annulée. En 1812, Polotsk fut promue par le tsar Alexandre Ier en Académie universitaire, permettant ainsi une affiliation de toutes les écoles jésuites et les protégeant d'interférences locales.
En octobre 1806, les ex-jésuites du Maryland furent incorporés dans la Compagnie et Brzozowski autorisa l'implantation d'un noviciat américain avec dix novices à l'université de Georgetown. Plus tard, cette année-là, l'évêque Joseph-Octave Plessis du Québec écrivit à Pie VII et à Brzozowski, sollicitant l'envoi de jésuites de Grande-Bretagne non seulement à Halifax mais aussi pour aller au contact des peuples aborigènes dans la province du Haut-Canada. Brzozowski envoya quatre hommes, deux depuis la Russie et deux d'Angleterre — mais la guerre en Europe empêcha la mission.
Cependant, une tension croissante se manifestait en Russie car des jésuites étrangers ne se pliant pas à la situation politique de l'Empire, s'élevaient contre certaines décisions de Brzozowski qui leur paraissaient trop libérales (comme d'autoriser l'enseignement de la foi orthodoxe dans les collèges jésuites).

### La restauration de la Compagnie
Tadeusz Brzozowski travailla sans relâche à obtenir la restauration universelle de la Compagnie, personnellement et grâce à son délégué à Rome, le père Luigi Panizzoni.
Ce fut l'un des premiers actes que le pape Pie VII fit, rentré à Rome de son exil napoléonien. Le 7 août 1814, presque exactement quarante-et-un ans après que Clément XIV supprima la Compagnie, Pie VII célébra une messe dans l'église du Gesù, et promulgua formellement une bulle de restauration Sollicitudo omnium ecclesiarum. Par la même occasion il déclara Brzozowski Supérieur général de la Compagnie de Jésus. Il ne fut pas nécessaire de convoquer une Congrégation générale.

## Les troubles en Russie[1]
La restauration intervint au moment où la Russie connaissait un mouvement nationaliste puissant, plaidant, parmi d'autres choses, en faveur d'un renforcement de l'Église orthodoxe. Les Jésuites furent vus comme un obstacle à cela. Alarmé par la forte croissance des Jésuites, Alexandre publia un édit le 20 décembre 1815 les expulsant de Saint-Pétersbourg et saisissant leurs collèges car les jésuites les utilisaient pour convertir la  noblesse russe au catholicisme. Brzozowski fut placé en détention et interdit de revenir à Rome, malgré sa santé défaillante et ses protestations. Sentant que les jours de la Compagnie étaient comptés en Russie, Brzozowski envoya plusieurs jésuites dans nombre de pays de l'Europe de l'Ouest pour accélérer le rétablissement de l'ordre.
Pour être certain que la Congrégation qui élirait son successeur se réunirait, Brzozowski avait nommé un Italien, Luigi Petrucci, comme son vicaire général.
Il mourut le 5 février 1820 et fut enterré à Polotsk. Le 13 mars, les jésuites furent expulsés de Russie.

## Source
- (en) (en)  Cet article contient des extraits traduits d'un article de la Catholic Encyclopedia dont le contenu se trouve dans le domaine public.